# Saint-Ouen-de-Mimbré

Saint-Ouen-de-Mimbré este o comună în departamentul Sarthe, Franța. În 2009 avea o populație de 906 de locuitori.